# Erodiade (Henner)
Erodiade (Hérodiade) è un quadro realizzato dal pittore francese Jean-Jacques Henner nel 1887 circa e che si trova al museo nazionale Jean-Jacques Henner di Parigi.

## Descrizione
Questo dipinto a olio e carboncino su carta montata su tela è uno studio per un quadro omonimo che venne esposto al Salone del 1887 (la cui ubicazione attuale è sconosciuta). Henner preparava spesso degli studi dipinti su carta per i suoi quadri, così da gettare le basi per la composizione. Questo dipinto religioso raffigura Erodiade, una principessa del regno di Giudea citata nel Nuovo Testamento, che indossa un lungo abito rosso senza maniche e che tiene davanti a sé un piatto sul quale giace la testa di Giovanni il Battista, la cui decapitazione avvenne grazie alla figlia Salomè.
La principessa ebraica dai lunghi capelli rossi si volta e fissa lo spettatore con i suoi grandi occhi neri, come se cercasse di penetrare nell'animo di chi la guarda. La parte inferiore del suo corpo è quella che è rimasta maggiormente allo stadio di abbozzo, mentre le braccia e il volto presentano delle sfumature e dei giochi di luce e ombra che si avvicinano all'opera definitiva. È stato notato come in questo dipinto Erodiade sembri una ragazza di quindici anni, quando nel racconto biblico viene precisato che quando chiese la decollazione del Battista ella era abbastanza grande da avere una figlia.
Secondo Paul Dollfus, il volto di Erodiade si rifarebbe a quello di una modella chiamata Alice, la quale avrebbe dato i tratti del suo volto anche alla Fabiola, un'altra opera di Henner.